# Gustav Hristijanovič Šele
Gustav Hristijanovič Šele (rusko Густав Христианович Шеле), ruski general švedskega rodu, * 1760, † 1820.
Bil je eden izmed pomembnejših generalov, ki so se borili med Napoleonovo invazijo na Rusijo; posledično je bil njegov portret dodan v Vojaško galerijo Zimskega dvorca.

## Življenje
6. januarja 1774 je kot kadet vstopil v bombardirsko četo Preobraženskega polka. Čez devet let, 1. januarja 1783, je bil odpuščen iz vojaške službe s činom poročnika. 
A že 23. avgusta istega leta je bil ponovno sprejet v vojsko ter bil dodeljen Pskovskemu pehotnemu polku; s slednjim se je udeležil rusko-švedske vojne 1788-90.
6. oktobra 1788 je bil premeščen v Nevski pehotni polk, kjer je bil 1. januarja naslednje leto povišan v stotnika; s polkom se je udeležil vojne proti Turkom.
3. decembra 1799 je bil povišan v majorja in 23. aprila 1806 v podpolkovnika. Udeležil se je vojne tretje in četrte koalicije ter vojne proti Švedom 1807-08. 
26. maja 1809 je bil imenovan za poveljnika Nevskega pehotnega polka; 30. avgusta 1811 je bil povišan v polkovnika. S polkom se je udeležil patriotske vojne; za zasluge je bil 1. decembra 1814 povišan v generalmajorja. 
17. marca 1815 je postal poveljnik 28. pehotne divizije in 8. marca 1816 je postal poveljnik 3. brigade v isti diviziji. 15. aprila istega leta je postal poveljnik trdnjave Alandski, kar je bil vse do smrti. 